# Bernardazzi
Die Familie Bernardazzi war eine schweizerische Architekten- und Künstler-Familie mit Herkunftsort Pambio bei Lugano im Kanton Tessin.
Aus der Familie stammen zehn Personen, die im Verlauf von 200 Jahren allein in Sankt Petersburg 40 bekannte Baudenkmäler errichtet haben. Hauptwirkungsgebiet waren neben Sankt Petersburg die Städte Moskau, Odessa, Chișinău, Pjatigorsk und Sewastopol.
Im Familienarchiv der Bernardazzi werden Dokumente und Schriften, Pläne und Skizzen sowie ein Bildnis von Giuseppe Bernardazzi aufbewahrt.

## Architekten und Künstler (Auswahl)
Familiäre Zusammenhänge: Die Architekten, Baumeister und Künstler Bernardazzi sind Nachkommen des Ehepaares Carlo Francesco Bernardazzi und Maria Catterina Amadio aus Lugano:
1. Vincenzo Antonio Bernardazzi (* 15. September 1773 in Pambio; † 1837 in Pambio)
  1. Giuseppe Raimondo Bernardazzi (Junior) (* 13. August 1816 in Pambio; † 15. Januar 1891 in Pambio), Architekt und Maler
2. Francesco Bernardazzi (* 10. August 1779 in Pambio; † 1825 in Sankt Petersburg), Baumeister, Architekt
3. Giovanni Battista Bernardazzi (Senior) (* 26. Juni 1782 in Pambio; † 22. November 1842 in Pjatigorsk), Architekt
4. Giuseppe Marco Bernardazzi (* 2. Dezember 1788 in Pambio; † 5. Oktober 1840 in Pjatigorsk), Architekt
  1. Alexander Bernardazzi (* 1. Juli 1831 in Pjatigork; † 14. August 1907 in Fastiw), Baumeister, Architekt
    1. Alexander Joseph Bernardazzi (* 2. Mai 1871 in Chișinău; † 14. Juni 1925 in Harbin), Sohn von Alexander Bernardazzi, Schweizer Architekt in St. Petersburg, Ekaterinburg, Perm und Harbin[1]
    2. Evgeni Bernardazzi (* 10. August 1883 in Chișinău; † 7. April 1931 ebenda), Architekt